# Condado de Gilliam
El condado de Gilliam es un condado del estado de Oregón, Estados Unidos. Tiene una población estimada, a mediados de 2023, de 2026 habitantes.
La sede del condado es Condon, que también es su mayor ciudad.
Tiene una superficie total de 3170 km², de los cuales 50 km² están cubiertos de agua.
Fue fundado en 1885.

## Geografía

### Condados adyacentes
- Condado de Sherman - oeste
- Condado de Wasco - suroeste
- Condado de Wheeler - sur
- Condado de Morrow - este
- Condado de Klickitat (estado de Washington) - norte

## Demografía

### Censo de 2020
Según el censo de 2020, en ese momento el condado tenía una población de 1995 habitantes. La densidad de población era de 0.64 hab./km². El 88.72% de los habitantes eran blancos, el 1.45% eran amerindios, el 0.20% eran afroamericanos, el 0.45% eran asiáticos, el 0.55% eran isleños del Pacífico, el 1.35% eran de otras razas y el 7.27% eran de una mezcla de razas. Del total de la población, el 5.36% eran hispanos o latinos de cualquier raza.

### Estimación 2018-2022
De acuerdo con la estimación 2018-2022 de la Oficina del Censo, el 19.3% de los habitantes tienen menos de 18 años, el 49.5% tienen entre 19 y 64 años, y el 31.2% tienen 65 años o más. La edad promedio es de 51.0 años.
Los ingresos medios de los hogares del condado son de $58,409 y los ingresos medios de las familias son de $72,431. Los ingresos per cápita en los últimos doce meses, medidos en dólares de 2022, son de $34,042. Alrededor del 12.9% de la población está por debajo de la línea de pobreza, entre ellos el 3.9% de los menores de 18 años y el 13.6% de quienes tienen 65 años o más.

## Ciudades
- Arlington
- Condon
- Lonerock